# Кетрипор
Кетрипор е тракийски цар, владетел на западната част на Одриското царство от 352 до 347 г. пр.н.е. Кетрипор наследява царството от баща си Берисад, като преди смъртта му двамата управлявали заедно. Двамата заедно сключват съюз с Атина и с илирите срещу македонския владетел Филип II през 358 г. пр.н.е. Като цар, Кетрипор управлява само част от Одринското царство, тъй като то било поделено между баща му Берисад и синовете на Котис I – Амадок II и Керсеблепт. Владенията на Кетрипор се простирали между реките Места и Струма, като обхващали Беломорието, региона около Дойранското езеро и сребърните мини край Крушево.
След смъртта на баща си влиза във война с Керсеблепт, който владее земите на изток от река Марица. Но същевременно остава част от коалицията срещу Филип, която той побеждава през 353 г. пр.н.е. Но изглежда Кетрипор е бил подчинен от Филип чак през 347 г. пр.н.е., като сребърните мини също преминават в ръцете на македонския владетел. По-късно същата година Кетрипор и Амадок II са сполетени от същата участ, когато поканили Филип за арбитър в техен спор, но той се появил с войска и те били принудени да се признаят за васали.
Но монетосеченето на Кетрипор продължава до по-късен период, което е доказателство, че управлението му не било ликвидирано веднага от Филип II. В Неврокопско е открит фрагмент от надпис от I век, в който се споменава думата Кетрипара. След като думата пара на тракийски значи град, историците са на мнение, че Кетрипор е основал селище в Неврокопско, което носело неговото име. Днес археолозите предполагат, че то се намира край село Копривлен. В изворите и надписите често се говори за „Кетрипор и неговите братя“, което предполага, че не е управлявал сам.
Хълм Кетрипор в Антарктика е наименуван на цар Кетрипор.